# Anormogomphus exilocorpus
Anormogomphus exilocorpus är en trollsländeart som beskrevs av Yousuf och Yunus 1977. Anormogomphus exilocorpus ingår i släktet Anormogomphus och familjen flodtrollsländor. Inga underarter finns listade i Catalogue of Life.